# George Ramsay (football)
Pour les articles homonymes, voir George Ramsay (homonymie) et Ramsay.
George Burrell Ramsay (1er mars 1855 à Glasgow – 7 octobre 1935 à Llandrindod Wells) est un footballeur écossais devenu entraîneur de football. Il réalise toute sa carrière avec le club d'Aston Villa.

## Biographie
Il remporte six championnats, et le même nombre de coupes avec les Villans, en tant que manager. En 2006, Aston Villa créé le "Aston Villa hall of fame" comportant 12 joueurs choisis par les supporters, dont George Ramsay fait partie.

## Palmarès
- Championnat d'Angleterre (6)
  - Champion : 1894, 1896, 1897, 1899, 1900, 1910

- Coupe d'Angleterre (6)
  - Vainqueur : 1887, 1895, 1897, 1905, 1913, 1920